# Kuroko's Basket
Kuroko's Basket (黒子のバスケ?, Kuroko no basuke, lett. "Il basket di Kuroko") è un manga spokon scritto e disegnato da Tadatoshi Fujimaki. Pubblicato sulla rivista Weekly Shōnen Jump a partire da dicembre 2008, la storia segue le vicende della squadra di basket del Liceo Seirin nel tentativo di vincere il campionato nazionale. Dal manga è stata tratta una serie anime di tre stagioni.

## Trama
La squadra di basket della Scuola Media Teiko ha dominato le competizioni di basket in Giappone, vincendo i Nazionali delle scuole medie per tre anni consecutivi. I fuoriclasse della squadra divennero noti come la "Generazione dei Miracoli". Dopo essersi diplomati alle scuole medie, i giocatori di talento si trasferirono in diverse scuole superiori con le migliori squadre di basket. Tuttavia, si diceva che ci fosse un altro giocatore nella "Generazione dei Miracoli": il fantomatico sesto uomo. Questo misterioso giocatore è ora una matricola del Liceo Seirin, una nuova scuola con una squadra potente, anche se poco conosciuta. Ora, Tetsuya Kuroko – il sesto membro della "Generazione dei Miracoli" – e Taiga Kagami – un giocatore di talento naturale che ha trascorso la maggior parte della sua giovinezza negli Stati Uniti – mirano a portare il Seirin in cima al Giappone, affrontando gli ex compagni di squadra di Kuroko uno per uno. La serie racconta l'ascesa del Seirin fino a diventare la squadra numero uno delle scuole superiori del Giappone. La Generazione dei Miracoli include Ryota Kise, Shintaro Midorima, Daiki Aomine, Atsushi Murasakibara e Seijuro Akashi.
La squadra del Liceo Seirin ha affrontato per prima la squadra di Ryota Kise in una partita di allenamento. Sebbene Kise fosse in grado di copiare tutte le abilità di Kagami con maggiore forza e velocità, le abilità di Kuroko hanno aiutato a ridurre il divario e alla fine il Seirin ha vinto questa partita. Hanno poi incontrato il Liceo Shutoku di Shintaro Midorima nei preliminari di Interhigh. La partita è stata molto più difficile; non solo perché Midorima era considerevolmente più forte di Kagami, ma anche per il fatto che l'abilità di Kuroko di depistare è stata completamente annullata dagli Occhi di Falco di Takao. Il Seirin è riuscito a sconfiggere la squadra Shutoku, ma la loro serie di vittorie si è interrotta dopo una sconfitta pesante contro la Touhou Academy, la cui squadra di basket includeva l'asso della "Generazione dei Miracoli", Daiki Aomine. Dopo questa partita, hanno perso le restanti due partite contro Senshinkan e Meisei e sono stati eliminati dall'Interhigh. Tuttavia, un nuovo giocatore si è unito al Seirin: Kiyoshi Teppei, l'uomo che ha formato la squadra di basket del Seirin. Trascorsero l'intera estate ad allenarsi per la Winter Cup, incontrando anche casualmente il Shutoku mentre si allenavano.
Nei preliminari, hanno incontrato di nuovo il team Shutoku. Questa partita si è conclusa con un pareggio, quindi il Seirin ha dovuto sconfiggere la squadra Kirisaki Daichi per avanzare. Il capitano di Kirisaki Daichi era Makoto Hanamiya, un membro dei "Re Senza Corona" noto per i suoi metodi subdoli per vincere una partita. Tuttavia, il Seirin ha vinto e ottenuto un biglietto per la Winter Cup.

## Media

### Manga
Kuroko's Basket è scritto ed illustrato da Tadatoshi Fujimaki, ed è stato serializzato sulla rivista di manga Weekly Shōnen Jump a partire dall'8 dicembre 2008 al 1º settembre 2014. I 275 singoli capitoli sono stati poi raccolti in volumi tankōbon dalla Shūeisha, che ha pubblicato il primo il 3 aprile 2009 e l'ultimo il 4 dicembre 2014. Un capitolo crossover tra la serie e Hinomaru Sumo di Kawada, con una sceneggiatura scritta da Ichirō Takahashi, è stato pubblicato sulla rivista il 9 novembre 2015. Kawada è stato in precedenza assistente di Fujimaki in Kuroko's Basketball.
Fujimaki ha iniziato un sequel intitolato Kuroko's Basketball: Extra Game (黒子のバスケ EXTRA GAME) sul Jump NEXT! il 29 dicembre 2014. Il 27 dicembre 2015, Tadashi ha annunciato che avrebbe terminato il manga nel prossimo numero all'inizio di marzo 2016. Al loro panel al New York Comic Con, l'editore nordamericano Viz Media ha annunciato la licenza per il manga. Hanno iniziato a pubblicare la serie in edizioni 2 in 1 nel 2016.
In Italia il manga viene pubblicato dalla Star Comics dal 1º febbraio 2013. Sono stati pubblicati trenta volumi della serie. I titoli dei capitoletti sono presi da una frase pronunciata dai personaggi all'interno del capitolo stesso.

### Anime

Logo della serie anime

L'adattamento animato basato sulla serie Kuroko's Basket prodotto dallo studio Production I.G, è iniziato in Giappone il 7 aprile 2012. Il 5 aprile 2012 Crunchyroll ha annunciato che la serie sarà trasmessa in streaming in contemporanea alla trasmissioni televisiva.. La prima stagione si è conclusa in 25 episodi, il 22 ottobre 2012.
A fine maggio 2013 sulle pagine della rivista Weekly Shonen Jump, edita da Shueisha, fu rivelata la data di inizio della seconda stagione animata, trasmessa dal 5 ottobre 2013 fino a aprile 2014.
Sul numero 41 di Weekly Shōnen Jump di Shueisha venne annunciato che l'ottavo BD/DVD di Kuroko no Basket avrebbe contenuto l'OAV Tip Off. Il volume è stato pubblicato in Giappone da Bandai Visual il 22 febbraio 2013. L'episodio 22.5 svela il passato di Tetsuya Kuroko, al tempo in cui questi faceva parte della famosa squadra di basket "Generation of Miracles" della scuola media Teiko.
Nel 2013 all'interno del numero 45 del magazine Weekly Shonen Jump di Shueisha, è stato annunciato il primo BD/DVD della seconda stagione di Kuroko no Basket. Il primo volume pubblicato (29 gennaio 2014) contiene i primi due episodi. I restanti otto volumi composti da tre episodi ciascuno, sono stati pubblicati con cadenza mensile per un totale di 26 episodi.
Nell'ottava edizione del 2014 del settimanale di Weekly Shonen Jump venne annunciato che nel sesto BD/DVD della seconda stagione di Kuroko no Basket, sarebbe stato incluso l'OAB 41.5 Quarter tratto dal 124º capitolo del manga, il quale mostra il primo incontro tra Kuroko e Aomine.
Nella ventisettesima uscita del 2014 della medesima testata è stata confermata la terza stagione dell'anime.
Con la trentaduesima uscita del 2014 sono state mostrate alcune illustrazioni relative alla terza stagione che è andata in onda nel 2015.
In Italia la serie è stata pubblicata in versione sottotitolata su Netflix il 15 gennaio 2021. Nel luglio 2024 Yamato Video ha annunciato il doppiaggio italiano della serie.

## Accoglienza
Nel sondaggio Manga Sōsenkyo 2021 indetto da TV Asahi, 150 000 persone hanno votato la loro top 100 delle serie manga e Kuroko's Basket si è classificata al 52º posto.